# Guy Grosso
Guy Grosso, vlastním jménem Guy Marcel Sarrazin [gi marsel sarazén] (19. srpna 1933 Beauvais – 14. února 2001 Saint-Germain-en-Laye) byl francouzský herec a komik, který ve filmu "Četník ze Saint Tropez" a v dalších hrál roli četníka Tricarda.
Od roku 1957 vystupoval v různých divadlech, v letech 1961–1983 hrál ve 35 filmech a mnoha televizních inscenacích. Koncem 50. let vytvořil s hercem Michelem Modo komické duo "Grosso et Modo" a tak přijal svůj pseudonym. Společně pak vystupovali v mnoha filmech s Louis de Funèsem a dalšími.